# بطمان بترول سبور
بطمان بترول سبور (بالتركية: Batman Petrolspor)‏ هو نادي كرة قدم تركي محترف يقع في مدينة بطمان. تشكلت ألوان النادي عام 1960م، وهي الأحمر والأبيض والأسود. تم تسمية النادي بترول سبور لأن المدينة هي أكبر منتج للنفط في تركيا.